# 亚基斯一世
亚基斯一世（英語：Agis I），斯巴达国王，歐里森尼斯之子，屬於亚基亚德世系，但关于他并没有太多相关资料，是一个介乎神话与历史之间的人物。传闻他征服了拉科尼亚南部的希洛城，将其公民收为奴隶，即著名的希洛人。